# Pierre Daix
Pierre Daix (* 24. Mai 1922 in Ivry-sur-Seine; † 2. November 2014 in Paris) war ein französischer Résistancekämpfer, Journalist und Schriftsteller. Er war ein Bekannter Pablo Picassos und Autor mehrerer Werke über Picasso und andere Künstler. Außerdem veröffentlichte er Artikel und Bücher über seine Erfahrung als Kommunist und Internierter im Konzentrationslager Mauthausen.

## Pierre Daix in der kommunistischen Résistance
1939 trat Daix der Parti communiste français (PCF) bei. Im Juli 1940 gründete er einen laizistischen Studentenklub der kommunistischen Studenten, der als Tarnung im Widerstand diente. Als Mitglied der kommunistischen Résistance wurde er von den deutschen Besatzungstruppen festgenommen. Seine Zeit als Gefangener verbrachte er in den Gefängnissen Vichys, Fresnes und Clairvaux. Später wurde er ins Konzentrationslager Mauthausen verlegt. Pierre Daix arbeitete eng mit der internationalen Untergrundorganisation der Widerstandskämpfer zusammen. Außerdem rettete er vielen Franzosen, die im Widerstand waren, das Leben.
Nach der Befreiung wurde er vom kommunistischen Minister Charles Tillon zum Kabinettschef des Ministeriums für Luft, Rüstung und Wiederaufbau ernannt.

## Kommunistischer Journalist nach dem Krieg
Nach dem Zweiten Weltkrieg arbeitete er als Journalist. Er verfasste einen Artikel für Les Lettres françaises mit dem Titel «Pierre Daix, Matrikelnummer 59807 in Mauthausen», in dem er sowjetische Konzentrationslager leugnet und sich gegen die Forderung des militanten Trotzkisten David Rousset nach einem Ausschuss, der die Existenz von Konzentrationslagern in der Sowjetunion untersuchen sollte, richtet. Im Jahre 1950 war Pierre Daix Direktor der kommunistischen Tageszeitung Ce soir („Dieser Abend“), mit einer Auflage zwischen 80 000 und 100 000 Exemplaren.
Im Jahre 1957 veröffentlichte Pierre Daix einen Brief an Maurice Nadeau, in dem er die Verbrechen Stalins zur Sprache bringt. Er war Chefredakteur bei „Les Lettres françaises“ und dort von 1948 bis 1972 Mitarbeiter von Louis Aragon. In den 1950er Jahren heiratete er Anne Villelaur, eine Mitarbeiterin der „Lettres françaises“. 13 Jahre später ließen sie sich scheiden. Im Jahre 1963 stellte er den französischen Lesern Ein Tag im Leben des Iwan Denissowitsch von Alexander Solschenizyn vor. 

## Bruch mit der PCF
Im Jahre 1974 veröffentlichte er anlässlich des Erscheinens des „Archipel Gulag“ das Buch „Was ich über Solschenizyn weiß“ (Ce que je sais de Soljenitsyne) und brach nach einer Uneinigkeit mit René Andrieu, dem Chefredakteur der Humanité, mit der PCF. Im Oktober 1978 beschrieb er in einem im Le Point erschienenen Artikel „Die Hoffnung hat das Lager gewechselt“ (L’espoir a changé de camp), wie ein Erdbeben den Kommunismus erschüttern werde.

## Preise und Auszeichnungen
- 2012: Großkreuz der Ehrenlegion.